# It's My Life (The Animals)
It's My Life is een liedje geschreven door Barry Mann en Cynthia Weil. Het werd voor het eerst opgenomen door de Britse popgroep The Animals in 1965 en werd een grote hit, vooral in het Verenigd Koninkrijk.
Er zijn twee versies van The Animals als gevolg van een lichte variatie van de afspeelsnelheid. De track gevonden op The Best Of The Animals uit 1987 klokken in op 3:13 en is een halve stap lager dan de een opgenomen op de Retrospectieve CD uit 2004; die is teruggebracht tot 3:08 als gevolg van zijn hogere snelheid. Anders dan die lichte snelheid / toonhoogte variatie en een extra 3 seconden van fade-out muziek op de snellere versie zijn de twee tracks hetzelfde.

## NPO Radio 2 Top 2000
In de Top 2000 van NPO Radio 2 stond het nummer in de eerste jaren ook genoteerd.

| Nummer met noteringen in de NPO Radio 2 Top 2000 | '99  | '00  | '01  | '02  | '03  | '04  | '05  | '06  | '07  | '08  |
| ------------------------------------------------ | ---- | ---- | ---- | ---- | ---- | ---- | ---- | ---- | ---- | ---- |
| It's My Life (The Animals)                       | 1207 | 1139 | 1188 | 1554 | 1699 | 1359 | 1521 | 1739 | 1667 | 1591 |

1. ↑  Een vetgedrukt getal geeft de hoogste notering aan.
2. ↑  Deze tabel is bijgewerkt tot en met de laatste editie (2024).